# Aspidistra
Aspidistra (tiếng Việt: Tỏi rừng, Tỏi đá, Sầm vừng nưa) là một chi thực vật có hoa trong họ Asparagaceae.

## Danh sách loài
- Aspidistra acetabuliformis Y.Wan & C.C.Huang
- Aspidistra alata Tillich
- Aspidistra albiflora C.R.Lin
- Aspidistra alternativa D.Fang & L.Y.Yu
- Aspidistra arnautovii Tillich
  - Aspidistra arnautovii subsp. arnautovii.
  - Aspidistra arnautovii subsp. catbaensis
- Aspidistra atroviolacea Tillich
- Aspidistra austrosinensis Y.Wan & C.C.Huang
- Aspidistra basalis Tillich
- Aspidistra bicolor Tillich
- Aspidistra bogneri Tillich
- Aspidistra brachystyla Aver. & Tillich
- Aspidistra caespitosa C.Pei
- Aspidistra campanulata Tillich
- Aspidistra carinata Y.Wan & X.H.Lu
- Aspidistra carnosa Tillich
- Aspidistra cavicola D.Fang & K.C.Yen
- Aspidistra cerina G.Z.Li & S.C.Tang
- Aspidistra chishuiensis S.Z.He & W.F.Xu
- Aspidistra claviformis Y.Wan
- Aspidistra coccigera Aver. & Tillich
- Aspidistra columellaris Tillich
- Aspidistra connata Tillich
- Aspidistra cruciformis Y.Wan & X.H.Lu
- Aspidistra cryptantha Tillich
- Aspidistra cyathiflora Y.Wan & C.C.Huang
- Aspidistra daibuensis Hayata
- Aspidistra dodecandra (Gagnep.) Tillich
- Aspidistra dolichanthera X.X.Chen
- Aspidistra ebianensis K.Y.Lang & Z.Y.Zhu
- Aspidistra elatior Blume
  - Aspidistra elatior var. attenuata
  - Aspidistra elatior var. elatior.
- Aspidistra erecta Yan Liu & C.I Peng
- Aspidistra fasciaria G.Z.Li
- Aspidistra fenghuangensis K.Y.Lang
- Aspidistra fimbriata F.T.Wang & K.Y.Lang
- Aspidistra flaviflora K.Y.Lang & Z.Y.Zhu
- Aspidistra foliosa Tillich
- Aspidistra fungilliformis Y.Wan
- Aspidistra geastrum Tillich
- Aspidistra glandulosa (Gagnep.) Tillich
- Aspidistra gracilis Tillich
- Aspidistra grandiflora Tillich
- Aspidistra guangxiensis S.C.Tang & Yan Liu
- Aspidistra hainanensis W.Y.Chun & F.C.How
- Aspidistra hekouensis H.Li
- Aspidistra huanjiangensis G.Z.Li & Y.G.Wei
- Aspidistra insularis Tillich
- Aspidistra khangii Aver. & Tillich
- Aspidistra larutensis W.J.de Wilde & A.Vogel
- Aspidistra lateralis Tillich
- Aspidistra letreae Aver., Tillich & T.A. Le
- Aspidistra leshanensis K.Y.Lang & Z.Y.Zhu
- Aspidistra leyeensis Y.Wan & C.C.Huang
- Aspidistra liboensis S.Z.He & J.Y.Wu
- Aspidistra linearifolia Y.Wan & C.C.Huang
- Aspidistra lobata Tillich
- Aspidistra locii Arnautov & Bogner
- Aspidistra longanensis Y.Wan
- Aspidistra longifolia Hook.f.
- Aspidistra longiloba G.Z.Li
- Aspidistra longipedunculata D.Fang
- Aspidistra longipetala S.Z.Huang
- Aspidistra longituba Yan Liu & C.R.Lin
- Aspidistra luodianensis D.D.Tao
- Aspidistra lurida Ker Gawl.
- Aspidistra lutea Tillich
- Aspidistra marasmioides Tillich
- Aspidistra marginella D.Fang & L.Zeng
- Aspidistra minutiflora Stapf
- Aspidistra molendinacea G.Z.Li & S.C.Tang
- Aspidistra muricata F.C.How
- Aspidistra mushaensis Hayata
- Aspidistra nanchuanensis Tillich
- Aspidistra nikolaii Aver. & Tillich
- Aspidistra obconica C.R.Lin & Yan Liu
- Aspidistra oblanceifolia F.T.Wang & K.Y.Lang
- Aspidistra obliquipeltata D.Fang & L.Y.Yu
- Aspidistra oblongifolia F.T.Wang & K.Y.Lang
- Aspidistra omeiensis Z.Y.Zhu & J.L.Zhang
- Aspidistra opaca Tillich
- Aspidistra papillata G.Z.Li
- Aspidistra patentiloba Y.Wan & X.H.Lu
- Aspidistra petiolata Tillich
- Aspidistra pileata D.Fang & L.Y.Yu
- Aspidistra pingtangensis S.Z.He
- Aspidistra phongdiensis D. Dien, T.A. Le & Vislobokov , 2023
- Aspidistra punctata Lindl.
- Aspidistra punctatoides Yan Liu & C.R.Lin
- Aspidistra quadripartita G.Z.Li & S.C.Tang
- Aspidistra recondita Tillich
- Aspidistra renatae Bräuchler
- Aspidistra retusa K.Y.Lang & S.Z.Huang
- Aspidistra saxicola Y.Wan
- Aspidistra sichuanensis K.Y.Lang & Z.Y.Zhu
- Aspidistra spinula S.Z.He
- Aspidistra stricta Tillich
- Aspidistra subrotata Y.Wan & C.C.Huang
- Aspidistra superba Tillich
- Aspidistra sutepensis K.Larsen
- Aspidistra tonkinensis (Gagnep.) F.T.Wang & K.Y.Lang
- Aspidistra triloba F.T.Wang & K.Y.Lang
- Aspidistra tubiflora Tillich
- Aspidistra typica Baill.
- Aspidistra umbrosa Tillich
- Aspidistra urceolata F.T.Wang & K.Y.Lang
- Aspidistra xilinensis Y.Wan & X.H.Lu
- Aspidistra xuansonensis Nikolay
- Aspidistra yingjiangensis L.J.Peng
- Aspidistra zongbayi K.Y.Lang & Z.Y.Zhu

## Hình ảnh

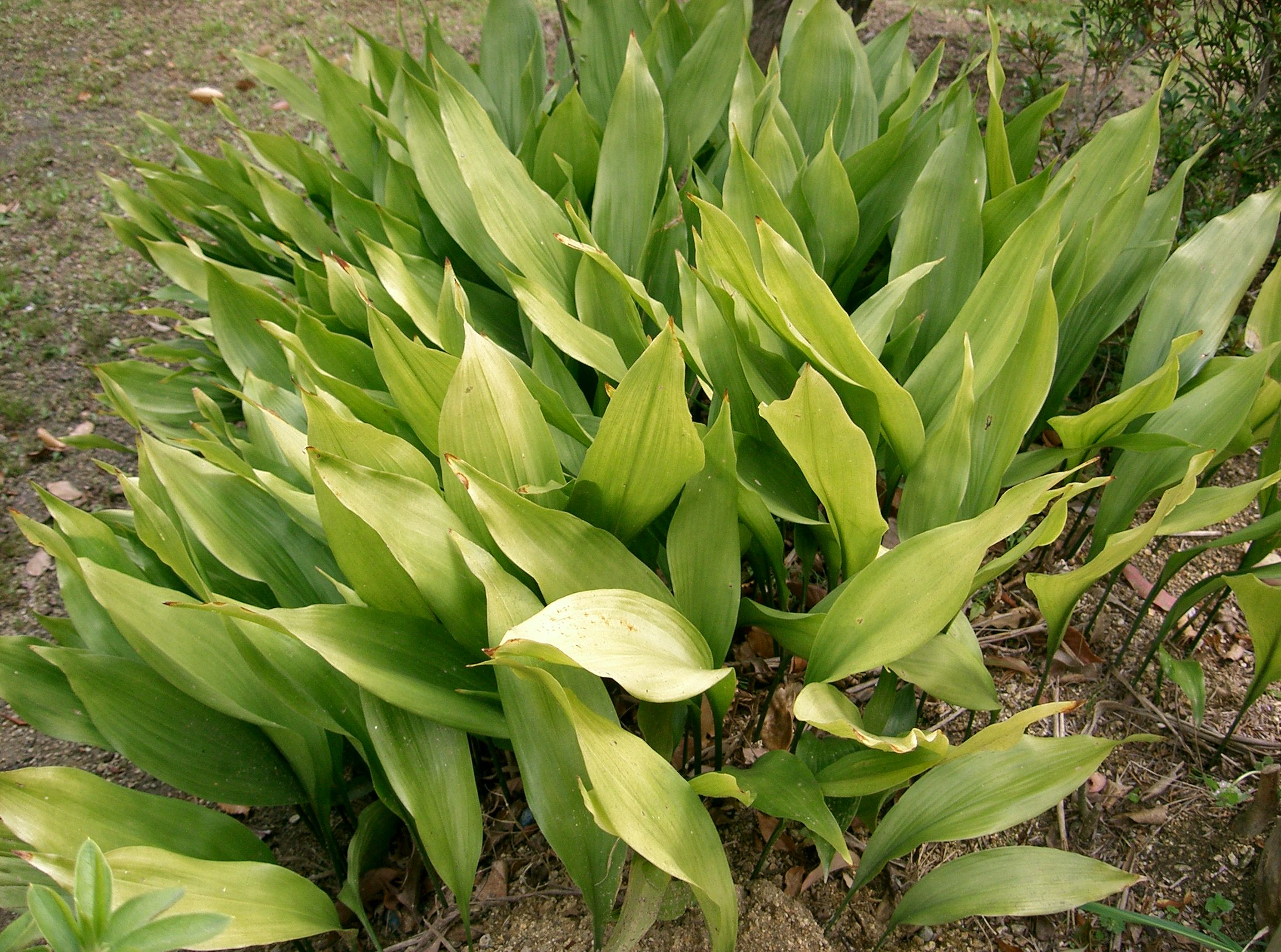
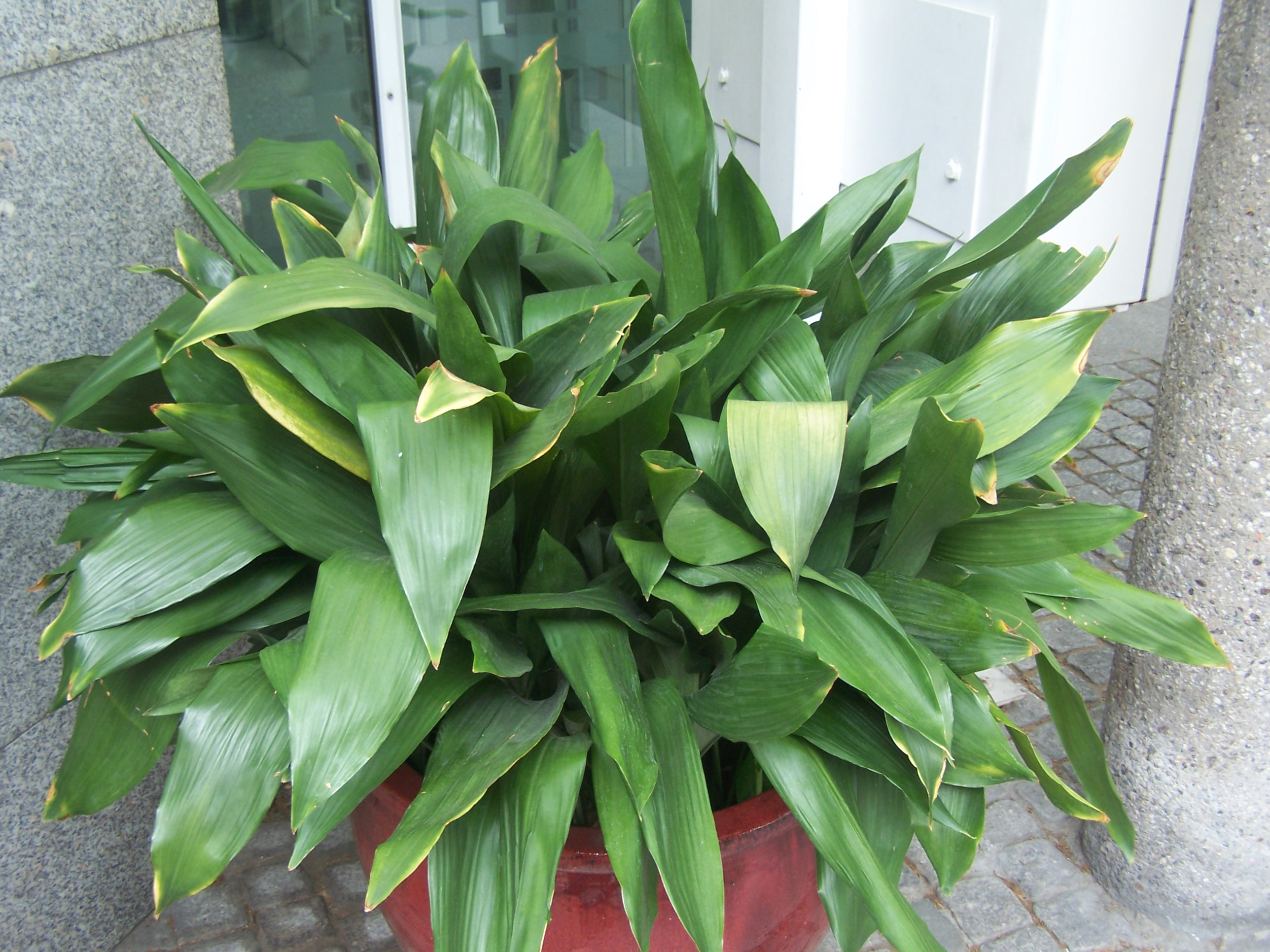
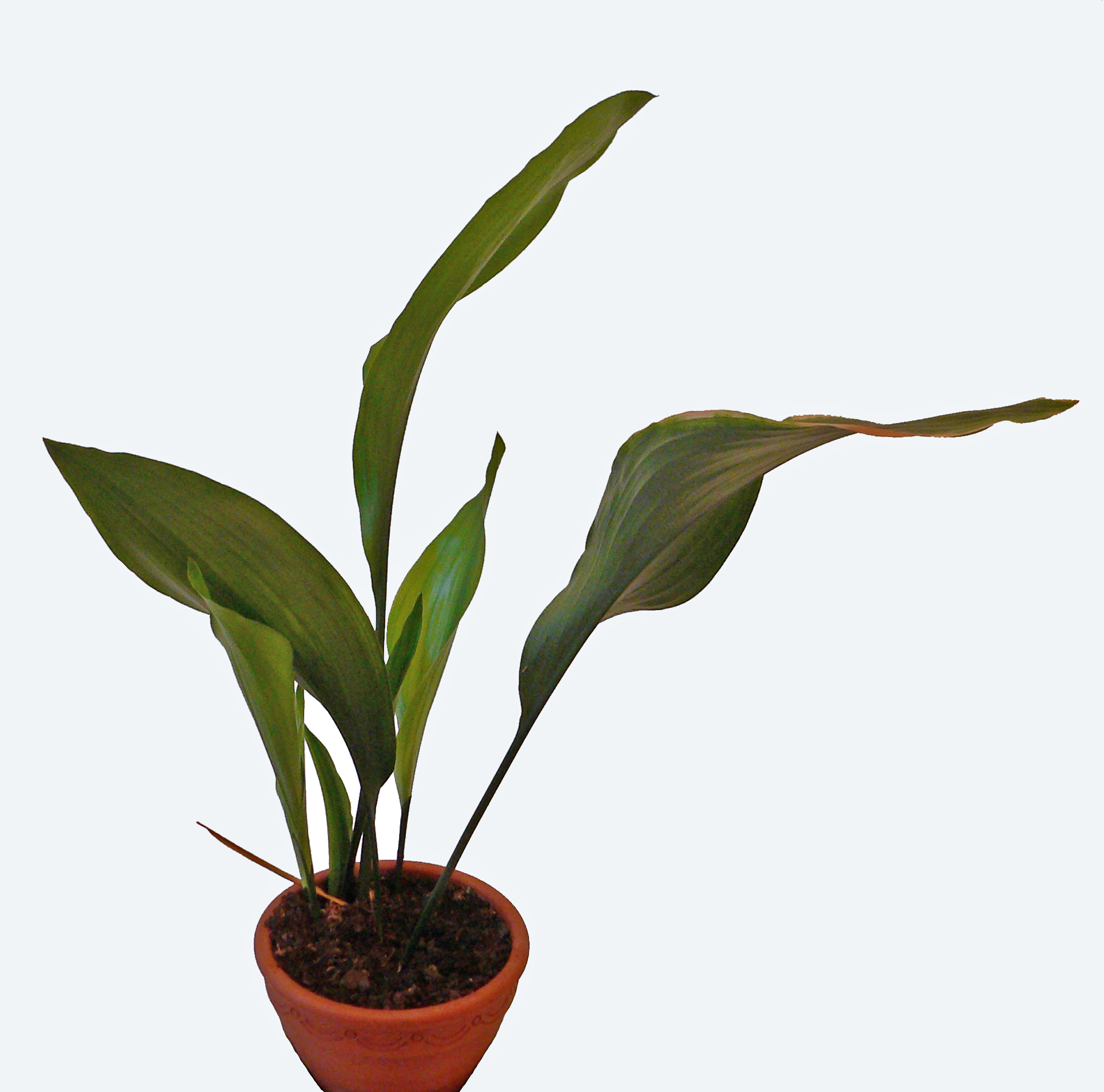
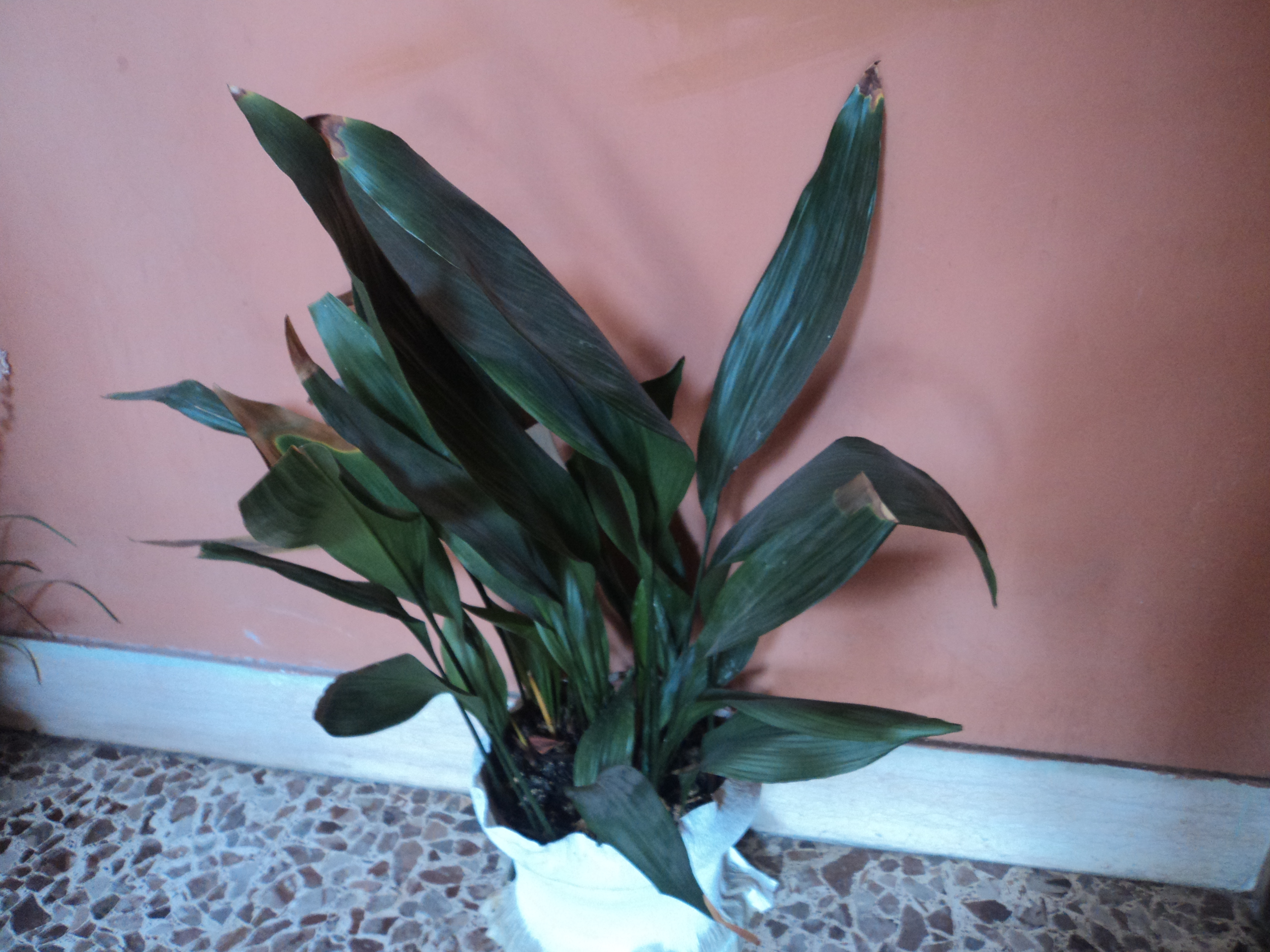